# Comuna Pluhatar, Bilovodsk
Pluhatar (în ucraineană Плугатар) este o comună în raionul Bilovodsk, regiunea Luhansk, Ucraina, formată din satele Novospasivka, Pluhatar (reședința) și Uzlissea.

## Demografie
Componența lingvistică a comunei Pluhatar
     Ucraineană (90,12%)
     Rusă (8,94%)
     Alte limbi (0,24%)
Conform recensământului din 2001, majoritatea populației comunei Pluhatar era vorbitoare de ucraineană (90,12%), existând în minoritate și vorbitori de rusă (8,94%).